# Pont de Paris
 (décembre 2020).
Si vous disposez d'ouvrages ou d'articles de référence ou si vous connaissez des sites web de qualité traitant du thème abordé ici, merci de compléter l'article en donnant les références utiles à sa vérifiabilité et en les liant à la section « Notes et références ».
Le pont de Paris est un pont routier ainsi qu'un pont tramway qui franchit le canal du Faux-Rempart à Strasbourg (Bas-Rhin) entre le quartier des Halles et l'Ellipse insulaire.

## Localisation
Le pont est construit dans l'axe de la rue de Sébastopol à son croisement avec le quai Kléber. Une fois franchi le canal du Faux-Rempart, le pont donne sur le quai Kellermann à l'est et le quai de Paris à l'ouest. Dans son prolongement se situe la rue du Noyer qui donne sur la place de l'Homme-de-Fer.

## Historique

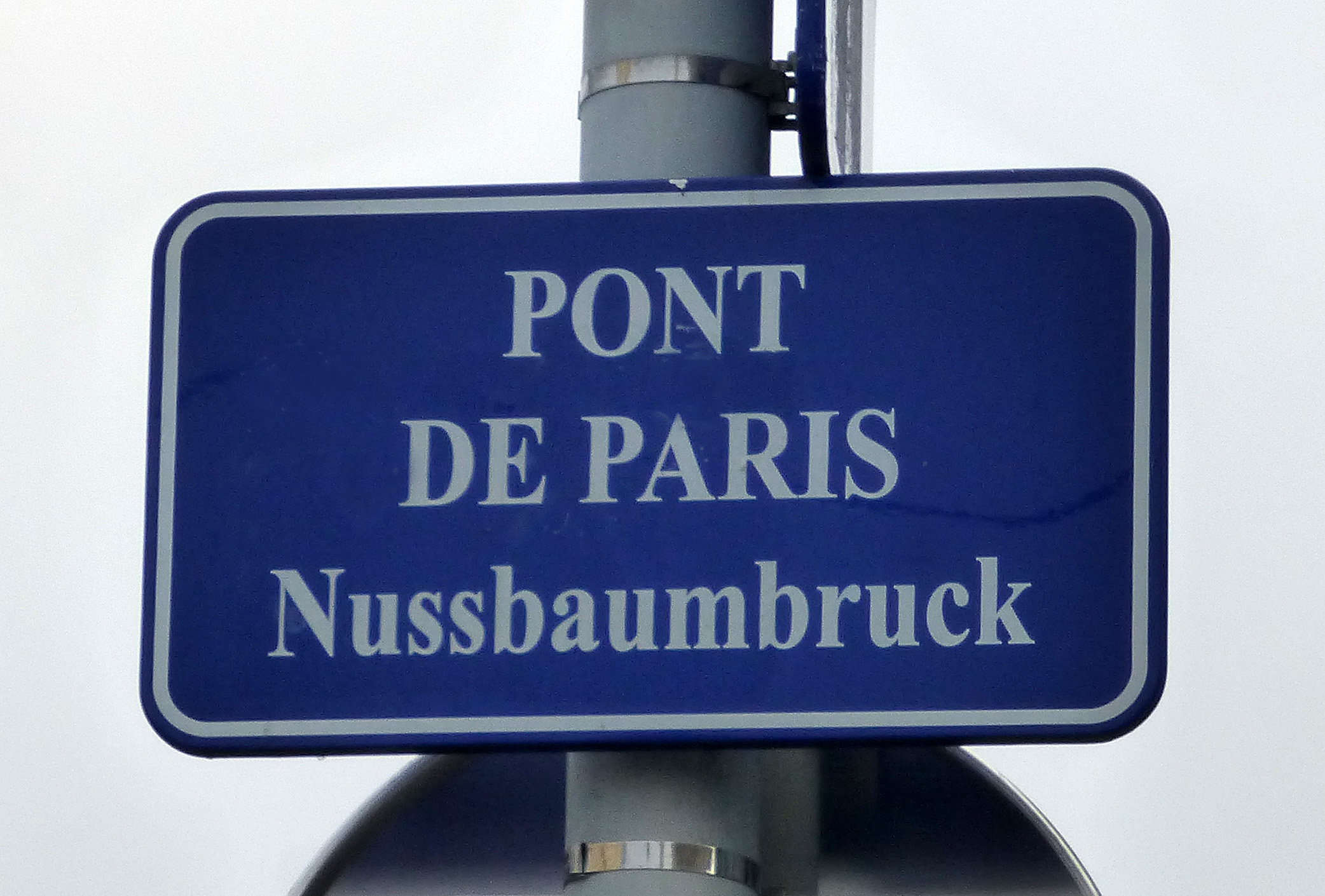
Plaque bilingue, en français et en alsacien.

L'origine du pont est indéterminée. D'abord simple passerelle, il devient un pont carrossable en bois. Un pont-levis est installé plus tard pour permettre la circulation des bateaux. Plus tard, les piliers de bois laissent la place à des piles maçonnées. L'élargissement du pont, avec l'augmentation du trafic routier, est décidé en 1961 et réalisé l'année suivante. Le béton remplace alors le bois dans le tablier. Le pont est reconstruit en 1993 pour permettre le passage du tramway.

## Aujourd'hui
Du côté nord-est du pont, un immeuble remarquable se trouve juste à l'angle de la rue de Sébastopol et du quai Kléber.

### Transport

#### Transport en commun
L'arrêt Les Halles/Pont de Paris (lignes 4 et 6) est situé de part et d'autre du pont, la circulation sur le quai Kléber se faisant vers l'ouest et la circulation sur les quais de l'autre côté du pont dans le sens opposé.

#### Transport routier
Le pont est à sens unique de circulation et ne peut être franchi que depuis la rue de Sébastopol.

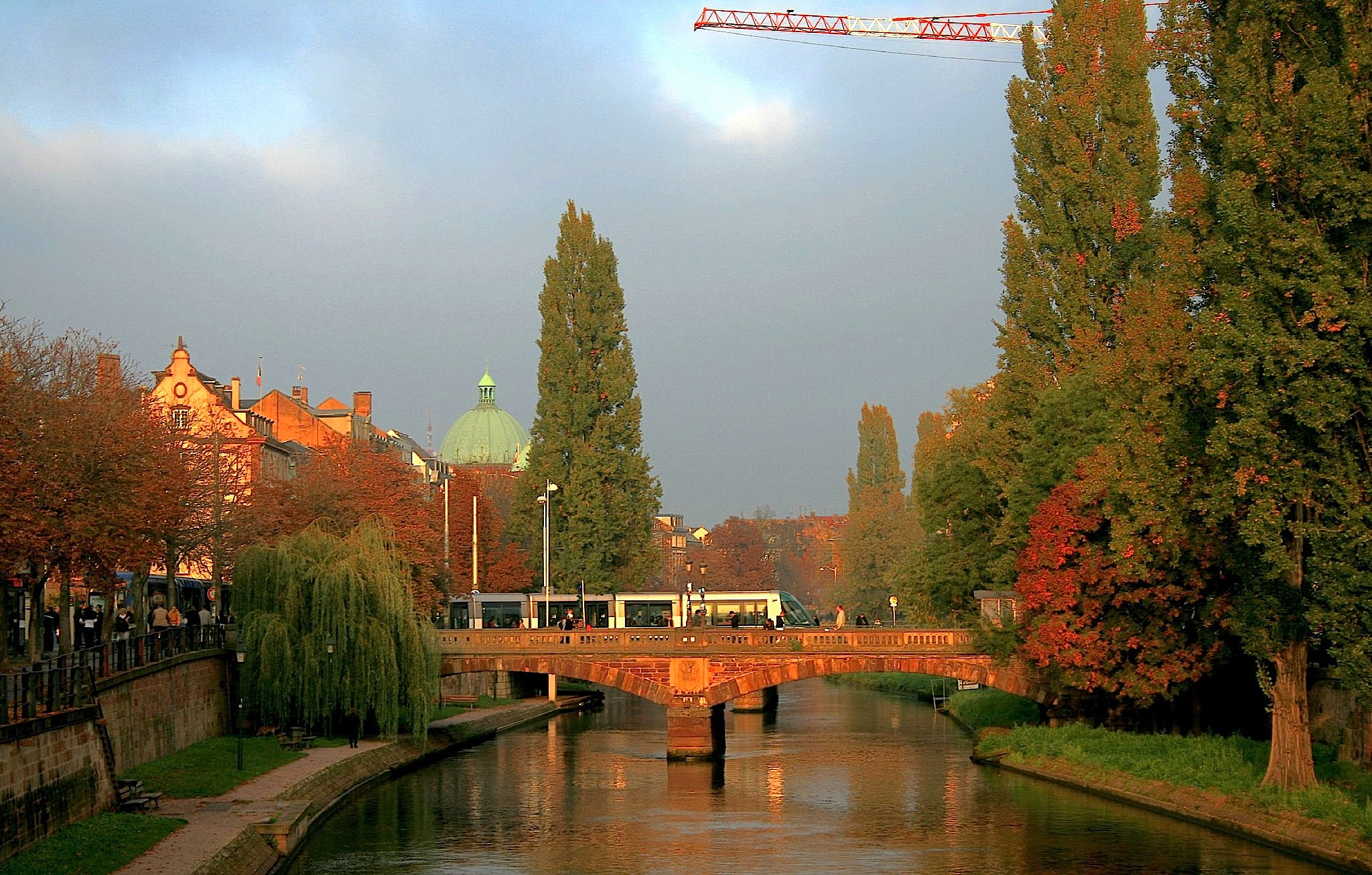
Le pont du Marché et le pont de Paris avec le passage du tram, vus depuis le pont de Saverne
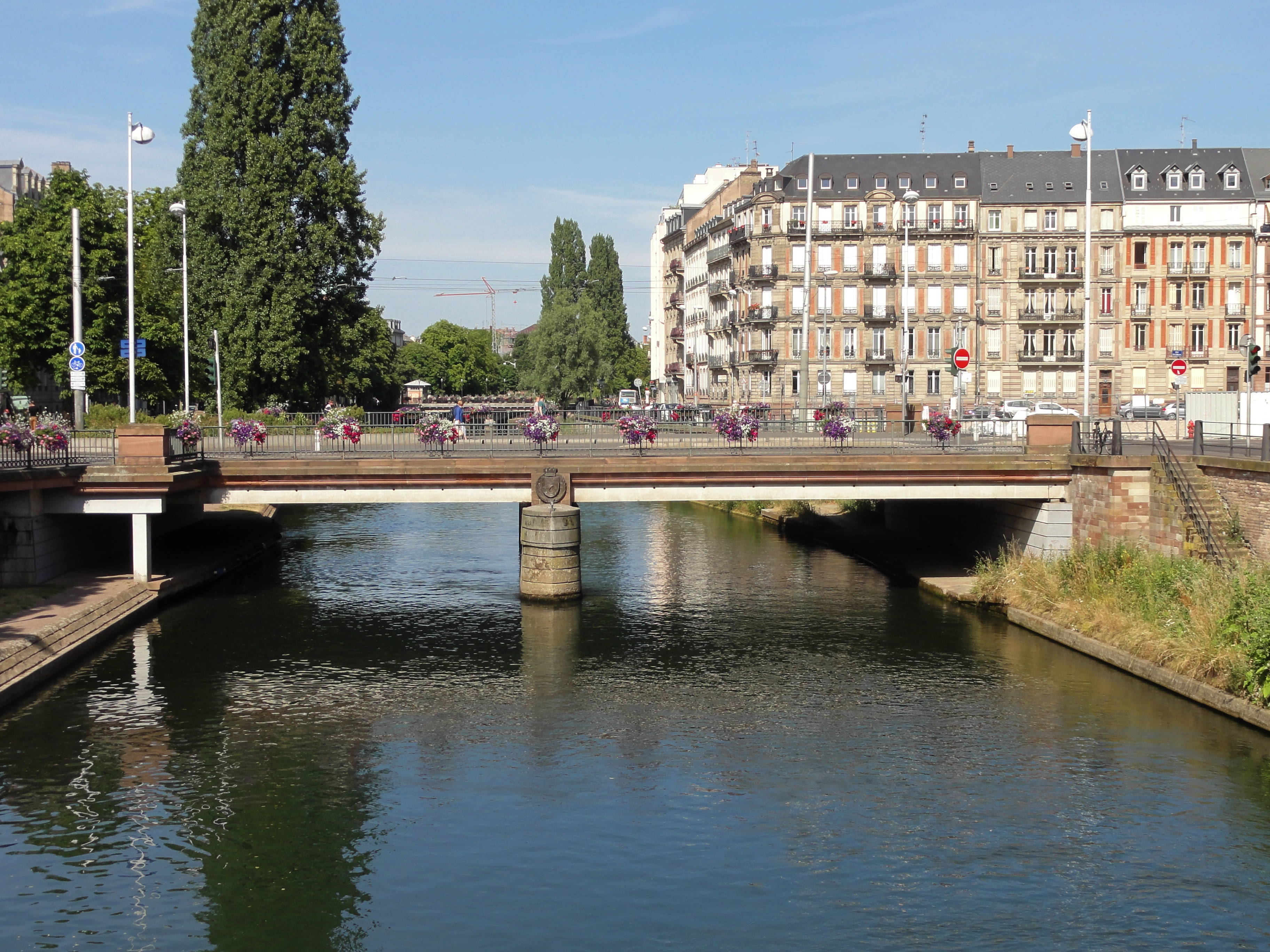
Le pont de Paris vu depuis le pont du Marché